# جین ژانگ (خواننده)
جین ژانگ (زاده ۱۱ اکتبر ۱۹۸۴) یک خواننده و ترانه‌سرای چینی است. به او لقب " پرنسس دلفین " داده‌اند (海豚公主). ژانگ از نوجوانی با آواز خواندن در میخانه‌ها شروع به اجرا کرد تا برای خانواده اش درآمد کسب کند. ژانگ پس از امضای قرارداد با شرکت رسانه ای هوای برادرز در سال ۲۰۰۵، اولین آلبوم استودیویی خود را بانام The One (2006) منتشر کرد. در سال ۲۰۱۱، ژانگ پنجمین آلبوم استودیویی خود را با نام اصلاحات منتشر کرد که توسط فدراسیون بین‌المللی صنعت فونوگرافی (IFPI) گواهی پلاتین دو برابر دریافت کرد.
ژانگ در سال ۲۰۰۳ برای تحصیل در مقطع کارشناسی وارد کالج زبان‌های خارجی دانشگاه سیچوان شد.